# Abe Lenstra
Abe Minderts Lenstra (Heerenveen, 27 november 1920 – aldaar, 2 september 1985) was een Nederlands voetballer. Hij wordt ook wel ús Abe (onze Abe) genoemd. Abe Lenstra wordt als een van de beste Nederlandse voetballers aller tijden beschouwd. In zijn carrière maakte hij bijna 700 doelpunten in ruim 800 wedstrijden.

## Jeugd
Lenstra werd geboren als zoon van handelsreiziger Mindert Jans Lenstra en Janke Suierveld. Abe was de middelste geborene uit het gezin met drie kinderen. Naast een goede voetballer was Lenstra ook een getalenteerd schaatser en atleet, hij behoorde bij het schaatsen tot de top van Noord-Nederland en schaatste meer dan 50 wedstrijden, waarin hij onder andere Overijssels kampioen werd. Toch koos hij uiteindelijk voor het voetbal. Zijn voetbaltalent werd ontdekt door de leiding van Heerenveen en zo kwam hij al snel in de jeugd van de club te spelen. Als 15-jarige maakte hij zijn debuut in het eerste elftal van Heerenveen. Ook zijn broer Jan speelde in de hoofdmacht van Heerenveen.

## Carrière

### Heerenveen
Na Lenstra's debuut bij Heerenveen veroverde hij al snel een basisplek in het elftal. Lenstra groeide met zijn techniek, tweebenigheid, snelheid en inzicht uit tot een grootheid in Heerenveen en later in heel Nederland. Met Heerenveen werd hij negen keer op rij kampioen van de Noordelijke eerste klasse, tweemaal greep hij met Heerenveen net naast het landskampioenschap. Bijna elk seizoen was Lenstra de topscorer.
Tot ver buiten Heerenveen genoot Lenstra een enorme populariteit. Heerenveen werd in de jaren rond 1950 ook wel 'Abeveen' genoemd. Samen met Faas Wilkes en Kick Smit stond Abe Lenstra bovendien model voor de voetballende stripheld Kick Wilstra. Abe Lenstra werd in 1951 gekozen als eerste Sportman van het jaar. Het volgende jaar kreeg hij deze onderscheiding opnieuw.
Ook was Lenstra een tijd zowel speler als trainer, in de jaren 1946 en 1947. Onder leiding van Lenstra werd Heerenveen voor de vijfde maal Noordelijk kampioen en werd het tweede in de strijd om het landskampioenschap in 1947.
Lenstra werd als voetballer begeerd door veel clubs, er was interesse van onder meer Ajax en Internazionale. Volgens de verhalen bood Fiorentina hem zelfs een blanco cheque aan, maar Lenstra wilde 'zijn' Heerenveen niet verlaten.
Deze gebeurtenis werd nog gememoreerd op een grammofoonplaatje, waarop door Lenstra met ongeschoolde stem werd gezongen. Op de voorkant Geen woorden maar daden, op de achterkant Bij ons in Holland met als tweede couplet:
Ze stuurden me een blanco cheque, ik streek eens langs mijn kin.
Want op een heel klein briefie stond: vul zelf die cheque maar in.
Toen zei m'n vrouw: Hé, aarzel niet, vraag dan maar een miljoen!
Maar ik zei: Nee, zeg ben je gek, stel voor dat ze het doen.
Zijn meest legendarische clubwedstrijd speelde hij op 7 mei 1950 tegen Ajax. Een half uur voor tijd stonden de Amsterdammers (waaronder Rinus Michels) met 1-5 voor. Maar Heerenveen presteerde het dit in een 6-5-overwinning om te buigen. Lenstra scoorde de eerste twee goals en had een belangrijk aandeel in de overige doelpunten.

### Sportclub Enschede
Eind 1954 vertrok de clubtrouwe Lenstra met de invoering van het betaald voetbal dan toch naar een andere club. Sportclub Enschede nam Lenstra over voor 11.000 gulden, terwijl zijn marktwaarde naar verluidt minstens 100.000 gulden was. Bij SC Enschede bleef hij zijn talent etaleren. Met Enschede greep hij in de competitie van 1958 na een verloren beslissingswedstrijd tegen DOS naast het landskampioenschap. Lenstra maakte in Stadion Het Diekman het eerste doelpunt dat daar ooit gemaakt werd. In 1960 maakte Lenstra de overstap van SC Enschede naar de rivaal: Enschedese Boys, hiermee was een bedrag van 42.000 gulden gemoeid. Op de leeftijd van 42 jaar stopte hij bij deze club in 1963 met voetballen. In zijn laatste seizoen als actief voetballer was hij speler-trainer van de Boys. Lenstra kon terugkijken op een 27 jaar durende loopbaan, waarin hij in ongeveer 730 wedstrijden circa 700 doelpunten maakte.

### Carrièrestatistieken
| Seizoen         | Club               | Competitie          | Competitie | Competitie | Beker | Beker | Playoffs | Playoffs | Totaal | Totaal |
| Seizoen         | Club               | Competitie          | Wed.       | Dlp.       | Wed.  | Dlp.  | Wed.     | Dlp.     | Wed.   | Dlp.   |
| --------------- | ------------------ | ------------------- | ---------- | ---------- | ----- | ----- | -------- | -------- | ------ | ------ |
| 1936/37         | SC Heerenveen      | Tweede Klasse       | 18         | 20         | 0     | 0     | 4        | 2        | 22     | 22     |
| 1937/38         | SC Heerenveen      | Eerste Klasse       | 17         | 13         | 4     | 11    | 0        | 0        | 28     | 24     |
| 1938/39         | SC Heerenveen      | Eerste Klasse Noord | 18         | 25         | 1     | 0     | 0        | 0        | 19     | 25     |
| 1939/40         | SC Heerenveen      | Eerste Klasse Noord | 16         | 21         | 0     | 0     | 0        | 0        | 16     | 21     |
| 1940/41         | SC Heerenveen      | Eerste Klasse Noord | 14         | 20         | 0     | 0     | 0        | 0        | 14     | 20     |
| 1941/42         | SC Heerenveen      | Eerste Klasse Noord | 17         | 32         | 0     | 0     | 8        | 6        | 25     | 38     |
| 1942/43         | SC Heerenveen      | Eerste Klasse Noord | 18         | 27         | 0     | 0     | 7        | 7        | 25     | 34     |
| 1943/44         | SC Heerenveen      | Eerste Klasse Noord | 16         | 19         | 0     | 0     | 8        | 3        | 24     | 22     |
| 1944/45         | SC Heerenveen      | Eerste Klasse Noord | 0          | 0          | 0     | 0     | 0        | 0        | 0      | 0      |
| 1945/46         | SC Heerenveen      | Eerste Klasse Noord | 19         | 18         | 1     | 1     | 9        | 7        | 29     | 26     |
| 1946/47         | SC Heerenveen      | Eerste Klasse Noord | 19         | 30         | 0     | 0     | 10       | 15       | 29     | 45     |
| 1947/48         | SC Heerenveen      | Eerste Klasse Noord | 20         | 28         | 0     | 0     | 10       | 13       | 30     | 41     |
| 1948/49         | SC Heerenveen      | Eerste Klasse Noord | 18         | 21         | 0     | 0     | 10       | 12       | 28     | 33     |
| 1949/50         | SC Heerenveen      | Eerste Klasse Noord | 13         | 30         | 0     | 0     | 10       | 5        | 23     | 35     |
| 1950/51         | SC Heerenveen      | Eerste Klasse A     | 21         | 30         | 0     | 0     | 4        | 1        | 25     | 31     |
| 1951/52         | SC Heerenveen      | Eerste Klasse B     | 26         | 29         | 0     | 0     | –        | –        | 26     | 29     |
| 1952/53         | SC Heerenveen      | Eerste Klasse B     | 26         | 19         | 0     | 0     | –        | –        | 26     | 19     |
| 1953/54         | SC Heerenveen      | Eerste Klasse B     | 25         | 24         | 0     | 0     | –        | –        | 25     | 24     |
| 1954/55         | SC Heerenveen      | Eerste klasse A     | 9          | 8          | 0     | 0     | –        | –        | 9      | 8      |
| 1954/55         | SC Heerenveen      | Eerste klasse B     | 26         | 20         | 0     | 0     | –        | –        | 26     | 20     |
| 1955/56         | Sportclub Enschede | Hoofdklasse B       | 33         | 25         | 1     | 2     | –        | –        | 34     | 27     |
| 1956/57         | Sportclub Enschede | Eredivisie          | 30         | 17         | 0     | 0     | –        | –        | 30     | 17     |
| 1957/58         | Sportclub Enschede | Eredivisie          | 21         | 11         | 1     | 0     | –        | –        | 22     | 11     |
| 1958/59         | Sportclub Enschede | Eredivisie          | 27         | 18         | 0     | 0     | –        | –        | 27     | 18     |
| 1959/60         | Sportclub Enschede | Eredivisie          | 25         | 15         | –     | –     | –        | –        | 25     | 15     |
| 1960/61         | Enschedese Boys    | Eerste divisie A    | 27         | 13         | 4     | 3     | –        | –        | 31     | 16     |
| 1961/62         | Enschedese Boys    | Eerste divisie B    | 33         | 20         | 1     | 2     | –        | –        | 34     | 22     |
| 1962/63         | Enschedese Boys    | Eerste divisie      | 23         | 7          | 1     | 1     | –        | –        | 24     | 8      |
| Carrière totaal | Carrière totaal    | Carrière totaal     | 579        | 560        | 14    | 20    | 80       | 71       | 673    | 651    |

## Interlandcarrière

### Nederlands elftal
Op zijn negentiende speelde hij voor het eerst in het Nederlands voetbalelftal, op 31 maart 1940 in Rotterdam maakte hij zijn debuut tegen Luxemburg. De wedstrijd ging met 5-4 verloren, maar Lenstra was wel eenmaal trefzeker. Tijdens die wedstrijd kreeg hij het aan de stok met Leen Vente. In latere jaren waren er regelmatig conflicten rond Lenstra's plaats in het Nederlands elftal.
In totaal zou hij 47 keer voor het Nederlands elftal spelen. Voor Oranje scoorde hij in totaal 33 keer, evenveel als later Johan Cruijff. In tegenstelling tot Cruijff is Lenstra wél topscorer geworden (1958-1959). Hij volgde Beb Bakhuijs op, op 23 april 1958. In die vriendschappelijke wedstrijd tegen Curaçao, kwam overigens Wilkes in de 20ste minuut nog op gelijke hoogte met zowel Lenstra als Bakhuys, die toen alle drie op 28 doelpunten stonden. Drieëntwintig minuten later maakte Lenstra zijn 29ste en scoorde ook nog zijn 30ste doelpunt in die wedstrijd. Op 4 november 1959 passeerde Faas Wilkes hem met zijn 34ste doelpunt.
Het Gouden Binnentrio was de benaming voor het drietal Abe Lenstra, Faas Wilkes en Kees Rijvers, dat het hart van de Nederlandse aanval vormde in de jaren vijftig. Lenstra speelde onder meer voor Oranje op de Olympische Spelen 1948, op een wereldkampioenschap was Nederland in die tijd niet present.
De bekendste interland die Lenstra speelde was de 1–2 uitoverwinning op regerend wereldkampioen West-Duitsland in 1956. Hij tekende voor de beide Nederlandse goals, de Duitse was een eigen goal van Cor van der Hart. Voor het Nederlandse volk was dit een erg emotionele overwinning, het was de eerste interland na de Tweede Wereldoorlog tegen de Duitsers. Lenstra was met zijn twee doelpunten de gevierde held.
De laatste interland die hij speelde was tegen België in 1959, de wedstrijd eindigde in 2–2, hij scoorde in deze wedstrijd zijn laatste doelpunt voor Nederland.

## Na zijn loopbaan
Na het beëindigen van zijn loopbaan als betaald voetballer, trainde hij nog enkele amateurclubs waaronder 3e klasser Wijhe in het seizoen 1965/66 en RKSV S.O.S. uit Hellendoorn (tegenwoordig fusieclub V.V. Hellendoorn) waar hij een jaar als speler/trainer fungeerde. Daarna speelde Abe Lenstra nog enkele jaren bij de veteranen van PH in zijn woonplaats Almelo. In het seizoen 1972/73 was hij trainer van SC Assen, waar hij in de winterstop werd ontslagen. Hij werkte destijds bij Heineken in Zwolle en woonde in Staphorst.

## Overlijden en herdenkingen

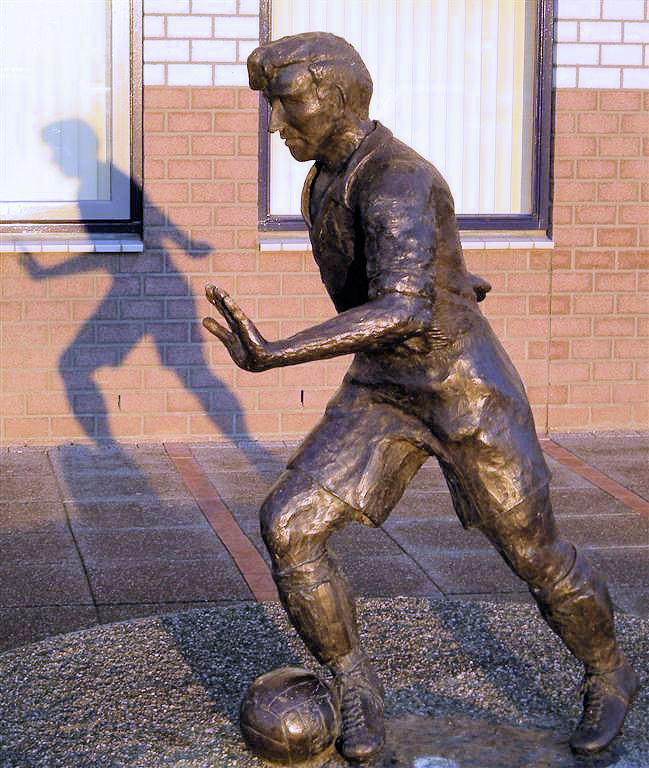
Standbeeld van Abe Lenstra bij het stadion in Heerenveen

Op 21 maart 1977 werd Lenstra getroffen door een hersenbloeding. Het echtpaar Lenstra verhuisde daarop terug naar Heerenveen. De laatste acht jaar van zijn leven bracht deze veelzijdige sportman in een rolstoel door. Hij overleed plotseling op 64-jarige leeftijd te Heerenveen en hij werd op 6 september 1985 gecremeerd in het crematorium te Goutum. Het tijdstip van zijn overlijden is opmerkelijk, omdat op 4 september, twee dagen na zijn dood, het Nederlands elftal in Heerenveen een oefeninterland zou spelen tegen Bulgarije. Heerenveen mocht van de KNVB deze interland als gastheer fungeren als 'ode' aan Abe Lenstra.
Na zijn dood werd Lenstra niet vergeten. Toen Cruijff in 2000 een 'Oranje van de Eeuw' mocht samenstellen ter gelegenheid van een benefietwedstrijd was Lenstra de enige speler, die ondanks zijn overlijden toch werd geselecteerd. Een blijvende herinnering is het in 1994 opgeleverde stadion van sc Heerenveen, dat ter nagedachtenis van de beste voetballer die de club ooit gekend heeft, het Abe Lenstra Stadion is genoemd en waar een standbeeld van hem de hoofdingang siert.
In 1995 werd in het stadion een musical over hem opgevoerd met Ronnie Pander als Abe. Zijn leven werd de rode draad in de musical, met tussendoor zo echt mogelijk nagespeelde wedstrijdsituaties uit de legendarische 6–5-overwinning op Ajax. Veel beroemde karakters kwamen voor in dit toneelstuk, waaronder Rinus Michels (gespeeld door Maarten Spanjer), Johnny Jordaan en de jongens van de Kameleon.
Abes weduwe Hil bezocht tot op hoge leeftijd de wedstrijden in het naar haar man genoemde stadion. Zij overleed in 2011 op 87-jarige leeftijd.

## Erelijst
VV Heerenveen
- Noordelijk kampioenschap voetbal: 1941/42, 1942/43, 1943/44, 1945/46, 1946/47, 1947/48, 1948/49, 1949/50, 1950/51

Individueel
- Topscorer Nederlands elftal: 1958–1959
- Sportman van het jaar: 1951, 1952
- Topscorer Nederlands kampioenschap voetbal: 1946/47, 1947/48

## Trivia
- In Arnhem, Amsterdam, Den Haag, Heerenveen, Oldenzaal, Rosmalen en Weesp zijn straten naar hem vernoemd.[9]